# 坎普頓希爾斯 (伊利諾伊州)
坎普頓希爾斯（英語：Campton Hills）是位於美國伊利諾伊州凱恩縣的一個村落。

## 地理
坎普頓希爾斯的座標為41°56′02″N 88°24′04″W / 41.93389°N 88.40111°W，而該地最高點為海拔高度247米（即810英尺）。

## 人口
根據2010年美國人口普查的數據，坎普頓希爾斯的面積為44.05平方千米，當中陸地面積為43.84平方千米，而水域面積為0.21平方千米。當地共有人口11131人，而人口密度為每平方千米252人。